# DoggyBags
Pour les articles homonymes, voir Doggy Bag.
DoggyBags est une série de bande dessinée française. Créée par Run, cette œuvre collective est publiée par Ankama Éditions dans sa collection Label 619 et constituée d'histoires horrifiques. Run, directeur artistique du Label 619, signe des histoires dans la majorité des volumes en tant que scénariste et/ou dessinateur, mais de nombreux autres auteurs alternent avec lui, parmi lesquels Florent Maudoux, les scénaristes Antoine Ozanam et Valérie Mangin, le mangaka Atsushi Kaneko, etc.
La série est conçue un hommage à la littérature pulp, aux bandes dessinées horrifiques américaines et au cinéma de série B, et propose des histoires plus ou moins longues, de type horrifique et/ou fantastique, dans un style fréquemment très gore,. Chacun des albums se compose de trois histoires, la majorité étant des « one-shots » mais d'autres pouvant au contraire se suivre les unes les autres.

## Historique
En 2012, à l'occasion de la sortie du deuxième tome, Actua BD salue en DoggyBags une « véritable déclaration d’amour à l’horreur, la violence décomplexée, et l’humour au second degré aux frontières du mauvais goût ». Run co-signe les scénarios des histoires qui composent le sixième tome avec Céline Tran, anciennement vedette du X sous le nom de Katsuni,. En 2014, 20 minutes présente DoggyBags comme « l'une des aventures collectives les plus abouties de la BD contemporaine ».
Le travail du collectif d'auteurs fait l'objet, en 2016, d'une exposition à L'Aéronef de Lille. La série principale s'achève en 2017 avec le treizième album, mais se prolonge par la collection « DoggyBags présente ». Des one-shots DoggyBags sont également annoncés.
Une anthologie de DoggyBags est publiée le 9 mars 2018, contenant les meilleures histoires publiées dans la collection, choisies par les lecteurs. De presque 370 pages, l'album propose également les scénarios de certaines bandes dessinées, des croquis et des courriers de lecteurs.
En 2018, les premiers albums one-shots sont publiés. Teddy Bear, écrit par Francesco Giugiaro et illustré et colorisé par Jérémie Gasparutto, sort en avril et raconte la vie d'enfants soldats. Il est suivi en août par Mapple Squares, dont le scénario est d'Hasteda et le dessin de Ludovic Chesnot.
Le départ du Label 619 d'Ankama Éditions pour Rue de Sèvres en Juin 2021 signe la fin de la publication de Doggybags. À la suite de ce nouveau partenariat, le label 619 poursuit une nouvelle publication périodique dans la même ligne éditoriale et le même format que DoggyBags et qui s'appelle désormais Lowreader (le premier volume est paru le 26 Janvier 2022).

## Albums

### Série principale
- Volume 1, 2011  (ISBN 978-2359101294)
  - trois récits : Fresh Flesh & Hot Chrome, Masiko et Mort ou vif
  - par Florent Maudoux, Guillaume Singelin, Run
- Volume 2, 2012  (ISBN 978-2359102598)
  - trois récits : Elwood and the 40 Freak Bitches, The Border et Vol Express 666
  - par Antoine Ozanam, Run, Kieran, Guillaume Singelin
- Volume 3, 2012  (ISBN 978-2359103373)
  - trois récits : Dia de Muertos, La Danza de Los 13 Velos et Room 213
  - par Francesco Giugiaro, Jérémie Gasparutto, Florent Maudoux, Neyef
- Volume 4, 2013  (ISBN 978-2359104325)
  - trois récits : Sélection, Lady in White et Geronimo
  - par El Diablo, Nicolab, Guillaume Singelin, Run
- Volume 5, 2014  (ISBN 978-2359104660)
  - trois récits : Trapped, D.O.A. Rampage et Death of a Nation
  - par El puerto, Tomeus, Neyef, Aurélien Ducoudray, Run, Kartinka
- Volume 6 : Heartbreaker, 2014  (ISBN 978-2359104790)
  - trois récits : First Blood, Draw Blood et Too Rich For My Blood
  - par Céline Tran, Run, Jérémie Gasparutto, Florent Maudoux, Guillaume Singelin
- Volume 7, 2015  (ISBN 978-2359105230)
  - trois récits : Welcome Home Johnny, Lupus et Wintekowa
  - par Hasteda, Run, Mëgaboy, François Amoretti, Julien Nido
- Volume 8, 2015  (ISBN 978-2359105247)
  - trois récits : Soledad, To Serve and Protect et The City of Darkness
  - par Noëllie Pravia, Jonathan Garnier, Ludovic Chesnot, Le Hégarat, El Diablo
- Volume 9, 2016  (ISBN 978-2359108637)
  - trois récits : Patriot Act, Opération Wonder Land et The Last President
  - par Hasteda, Run,  Jebedaï, Philippe Auger, Aurélien Ducoudray
- Volume 10, 2016  (ISBN 978-2359109191)
  - trois récits : Unlucky, Phalanga et Motor City
  - par Sztybor, Valérie Mangin, Mojo, Thomas Rouzière
- Volume 11, 2016  (ISBN 978-2359109436)
  - trois récits : Carcharodon, Sagrado Corazón et Prizon
  - par  Hasteda, Baptiste Pagani, Valérie Mangin, Ludovic Chesnot
- Volume 12 : spécial Japon, 2016  (ISBN 978-2359109740)
  - trois récits : Shiganai, The Man From Paris et Samurai
  - par Elsa Bordier, Run, Atsushi Kaneko, Sourya, Guillaume Singelin, Thomas Rouzière
- Volume 13, 2017  (ISBN 979-1033500728)
  - trois récits : Slaughter House Blues, Killer Klowns From Da Hood et Times Scare
  - par Run, Mojo, Hutt
- Anthologie Doggybags, 2018  (ISBN 979-1-03-350534-1)
  - dix récits : Mort ou vif, Samurai, Wintekowa, Lupus, Dia de Muertos, The Border, Welcome Home Johnny, Times Scare, Death of a Nation et The Last President
- Sangs d'encre, 2018  (ISBN 979-1-03-350886-1)
  - vingt-et-une nouvelles de Tanguy Mandias illustrées par Yuck, Tony aka Chick, Tarmasz, Da Coffee Time, Loïc Sécheresse, Thomas Rouzière, Jérémie Gasparutto, Atsushi Kaneko, Neyef, Sourya Sihachakr, Jim Mahfood (en), Guillaume Singelin, Mathieu Bablet et Run
- Volume 14, 2019
  - trois récits : Da Smyert, Glasgow et Shadow of Death
  - par Armand Brard, Prozeet, MUD, Ivan Shavrin, RUN, Neyef
- Volume 15, 2020
  - trois récits : Manhunt, Conspi-Racism et The Invisible Empire/Heritage
  - par RUN, Ludovic Chesnot, Peter Klobcar, Jérémie Gasparutto
- Volume 16, 2020
  - trois récits : Rotten Heart, Tool et Real Sociopath!
  - par El Puerto, Tomeus,  Tristan Evin, Mud, RUN, Florent Maudoux, Ké Clero
- Volume 17, 2021
  - trois récits : Birds of a Leather, Unicorn et Ténéré
  - par Nikho, Florent Maudoux, Allanva, Diego Royer, Petit Rapace

### Hors-séries
- DoggyBags présente :  South Central Stories, 2014  (ISBN 978-2359104677)
  - par Neyef et Yuck
- DoggyBags présente : Heartbreaker, 2017  (ISBN 979-1033504306)
  - par Céline Tran, Run, Hasteda, Sourya, Chariospirale et Maria Llovet
- DoggyBags présente : Beware of Rednecks , 2018  (ISBN 979-1-03-350889-2)
  - par Armand Brard et Tomeus

### One-shots
- Teddy Bear, 2018  (ISBN 978-2359105254)
  - par Francesco Giugiaro et Jérémie Gasparutto
- Mapple Squares, 2018
  - par Hasteda et Ludovic Chesnot
- Trenchfoot, 2021
  - par Mud et Nicolas Ghisalberti
- Dirty Old Glory, 2021
  - par Mud et Prozeet